# 菊原志郎
菊原志郎（1969年7月7日—），日本足球運動員，前日本國家足球隊成員，现任广州富力足球俱乐部广州梯队青训总教练。

## 日本國家足球隊
1990年，他共为日本國家足球隊出场5次。

## 教练生涯
菊原志郎退役后，曾在日本不同级别的国家青年队担任助理教练，在日本区域级青训中心担任总教练，被日本足协聘为教练员讲师。他还曾在横滨水手足球俱乐部任U15梯队主教练。2018年，菊原志郎受聘到中国担任广州富力足球俱乐部2005年龄段梯队主教练，期间带队赢得U13足协杯亚军、第二届全国青年运动会男足U-14组冠军。2019年8月20日，广州富力宣布菊原志郎接替喜熨斗胜史出任广州梯队青训总教练。

## 成績
| 日本國家足球隊 | 日本國家足球隊 | 日本國家足球隊 |
| 年             | 出場           | 入球           |
| -------------- | -------------- | -------------- |
| 1990           | 5              | 0              |
| 總和           | 5              | 0              |

## 外部連結
- National Football Teams （页面存档备份，存于）
- Japan National Football Team Database